# Ясенки (деревня, Щёкинский район)
Ясенки — деревня в Щёкинском районе Тульской области России.
В рамках административно-территориального устройства относится к Яснополянской сельской администрации Щёкинского района, в рамках организации местного самоуправления входит в сельское поселение Яснополянское.

## География
Расположена на северной границе города Щёкино (в 2 км к северу от железнодорожной станции Щёкино).

## Население
| 2002 | 2010 |
| ---- | ---- |
| 139  | ↗208 |